# 하네다 공항 제2빌딩역
하네다 공항 제2터미널역(일본어: 羽田空港第2ターミナル駅、はねだくうこうだいにたーみなるえき)
(영어: Haneda Airport Terminal 2 Station)은 일본 도쿄도 오타구에 있는 철도역이다.

## 승강장
- 스크린도어가 설치되어 있다.

|  | ■ 도쿄 모노레일 하네다 선(상행) | 하네다 공항 제1터미널·쇼와지마·덴노즈 아일·모노레일 하마마쓰초 방면 |

## 역세권 정보
- 도쿄 국제공항
- 하네다 공항 제1·제2터미널역 (게이힌 급행 전철 공항선)

## 역사
- 2004년 12월 1일 - 영업 개시.
- 2020년 3월 14일 - 역명 변경.

## 인접역
| ■ 도쿄 모노레일 하네다 선                            | ■ 도쿄 모노레일 하네다 선 | ■ 도쿄 모노레일 하네다 선 |
| ---------------------------------------------------- | ------------------------- | ------------------------- |
| MO 10 하네다 공항 제1터미널 모노레일 하마마쓰초 방면 | 공항 쾌속 구간 쾌속 보통  | (시종점역)                |